# Église Notre-Dame-de-Cougnes de La Rochelle
L’église Notre-Dame-de-Cougnes est une église paroissiale située à La Rochelle, dans le département français de la Charente-Maritime en région Nouvelle-Aquitaine, et dans le diocèse de La Rochelle et Saintes.
Fondée en 1077 sur une petite éminence surplombant des marais salants, c'est à l'origine une modeste chapelle desservant la population du hameau de Cougnes, ancêtre de la ville de La Rochelle, qui, grâce à la protection des ducs d'Aquitaine et comtes de Poitou, prend son plein essor à partir du XIIe siècle.
Presque entièrement détruite au moment de poussées iconoclastes en 1568, elle est reconstruite à partir de 1653.

## Historique

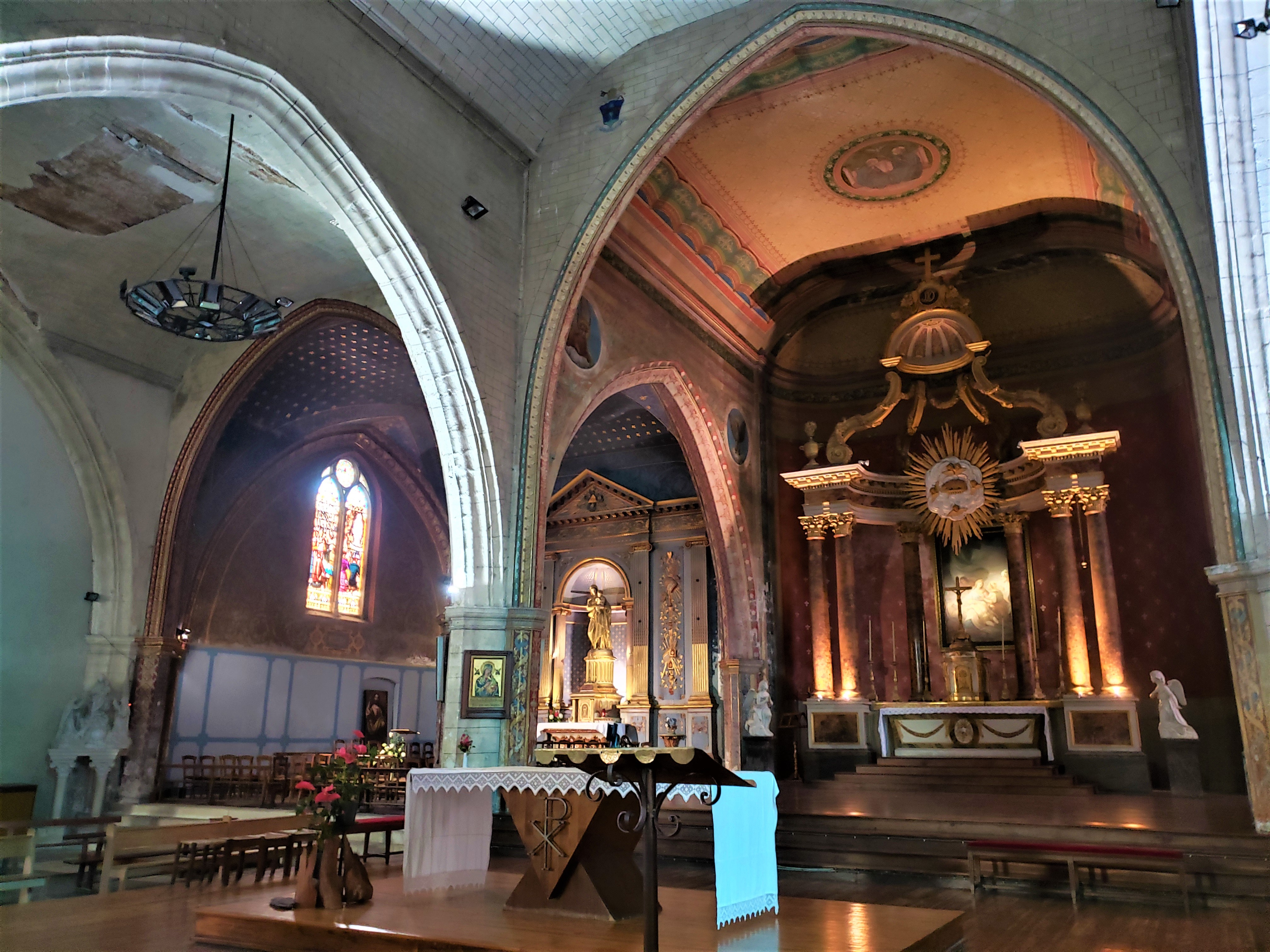
L'autel et le chœur.

Lorsque les moines du prieuré clunisien de l'île d'Aix décident d'édifier une petite chapelle à Cougnes, au milieu des marais salants de la Saintonge septentrionale (futur Aunis), La Rochelle n'est encore qu'un petit hameau peuplé d'une poignée de pêcheurs et de paysans. Quelques décennies plus tard, après la ruine de Châtelaillon et sous l'impulsion des ducs d'Aquitaine et comtes de Poitiers, une véritable ville, dotée d'un port moderne, est progressivement édifiée. La cité se peuple rapidement et une chronique de l'époque parle de « la multitude d'hommes tant indigènes qu'étrangers de diverses parties du monde qui affluent par terre et par mer ». Sainte-Marie de Cougnes (son autre dénomination) devient tout naturellement le centre de la première paroisse de La Rochelle. Cependant, bien vite, elle ne suffit plus aux besoins spirituels d'une population en pleine croissance, et dès 1152, on édifie l'église Saint-Barthélémy, puis l'église Saint-Sauveur.
En 1175, lorsqu'Henri II Plantagenêt et Aliénor d'Aquitaine accordent à la ville sa première charte communale, il s'agit déjà d'un des ports les plus actifs d'Aquitaine ; sa prospérité s'accroît encore par l'ouverture du marché anglais aux marchands aquitains, qui y écoulent leurs productions. Le vin rochelais, notamment, jouit d'une certaine réputation à la cour de Londres ; quant au sel, véritable « or blanc », il est depuis longtemps la principale richesse du pays. Cette prospérité permet la modernisation des églises, reconstruites dans de plus amples proportions. Déjà, la construction primitive dut être partiellement démolie pour consolider les remparts, lorsque Louis VIII, en 1224, mit le siège à la ville. Notre-Dame-de-Cougnes se métamorphose en un sanctuaire gothique qui fait l'admiration des contemporains (Amos Barbot de Buzay parlera, - après sa destruction il est vrai - de « cette église, la plus ancienne de la ville, avoit des proportions magnifiques et étoit entièrement couverte de plomb. Son emplacement avoit été conquis des bastions, boulevard et plate-forme de Cougnes »). Le 24 mai 1472, le roi Louis XI vient s'y recueillir. En l'honneur de la naissance du Dauphin, une grande possession fut organisée le 17 octobre 1492.
Au cours du XVIe siècle, la Réforme fait des progrès fulgurants dans la région. Les idées nouvelles circulent facilement du fait de la présence de nombreux ports où transitent des marchands issus de toute l'Europe. À une période de relative tolérance succède une répression de plus en plus sévère. En 1548, une pénitence publique est imposée à plusieurs « hérétiques », contraints de faire amende honorable devant le portail de l'église. Les conversions ne cessent pas pour autant et les autorités choisissent de frapper les esprits : en 1552, les dénommés Pierre Constantin et Mathias Couraud sont condamnés à avoir la langue tranchée pour avoir « blasphémé » avant d'être brûlés vifs en place publique. Ces « exemples » n'entravent cependant en rien les progrès de la Réforme.
Lorsque débutent les guerres de Religion, La Rochelle est en grande partie peuplée de « huguenots ». En 1568, la municipalité prend la décision radicale de jeter à bas toutes les églises afin de renforcer les remparts. Ainsi disparaît la plus grande partie de Notre-Dame de Cougnes, à l'exception de quelques pans de murs et du clocher, transformé en tour de guet et en plateforme à canons. Belle tour carrée, il était comparable à celui de l'église Saint-Sauveur ou de l'église Saint-Barthélémy. Pendant le siège de siège de 1573, au dernier jour de février, vers les huit heures du matin, on commença à tirer, sur les ordres du duc d'Anjou, sur les défenses qui s'étendaient depuis la tour d'Aix jusqu'au bastion de l'évangile. Ce fut principalement contre le clocher de l'église de Cougnes que le feu des batteries fut dirigé. Les assiégés y avaient mis deux couleuvrines qui plongeaient jusque dans les branches des tranchées et incommodaient beaucoup les assiégeants. Le clocher, pris pour cible, finit par s'écrouler.

Les cinq paroisses de la ville et les ruines des églises sont unies sous l'administration des prêtres de l'oratoire, décision approuvée par le roi Louis XIII, en 1613. Lors de la victoire du roi sur la ville à la suite du siège de 1628, les catholiques recouvrèrent leurs biens. 
« Il fut fait un état de lieu - dit Jourdan - dressé par le lieutenant-général, duquel il résulte qu'il ne restait encore de Notre-Dame que quelques pans de murailles, formant quatre arcs-boutants avec une grande porte au milieu ; un escalier, pour monter sur les remparts, qui faisait partie de l'église ; des casemates ; un fragment d'autel ; des restes de colonnes et un pilier central derrière le chœur. »
L'église n'est reconstruite sur ces ruines qu'à partir de 1653, en pleine Contre-Réforme. L'édifice, d'une grande sobriété, est achevé en 1665. Las ! Il ne suffit bientôt plus à la population de la paroisse, et en 1713, on utilisa ce qui restait de l'ancien édifice pour ajouter une travée à la nef. François Ferry, ingénieur du roi, et grand architecte de la reconstruction des fortifications de la ville meurt prématurément en 1701. Il fut enterré dans l'église Notre-Dame.
En pleine émulation révolutionnaire, le 30 septembre 1789, les drapeaux des volontaires nationaux sont bénis à l'église, en présence de tous les ordres de la ville et au bruit des décharges de l'artillerie. À la suite de la cérémonie les volontaires se rendirent sur la place pour prêter serment, à la question : promettre-vous d'être fidèles à votre roi ? mille voix répondirent : Nous le promettons, en ajoutant : et de mourir tous pour lui, s'il le faut.. Plus tard, lorsque le mouvement révolutionnaire prend un tour anti-religieux, nouvel outrage, l'église est transformée en écurie pour la cavalerie et l'artillerie : elle n'est rendue au culte que le 17 septembre 1802. Les paroissiens prirent sur leurs deniers pour la remettre en état. Pour éviter une construction coûteuse, on élève sur une des tours pleines de la première porte de Cougnes, un petit clocher carré surmonté d'un toit d'ardoise. Le clocher fut prolongé par une flèche polygonale entre 1854 et 1856. À la fin du XIXe siècle, la chapelle du Sacré-Cœur est construite.

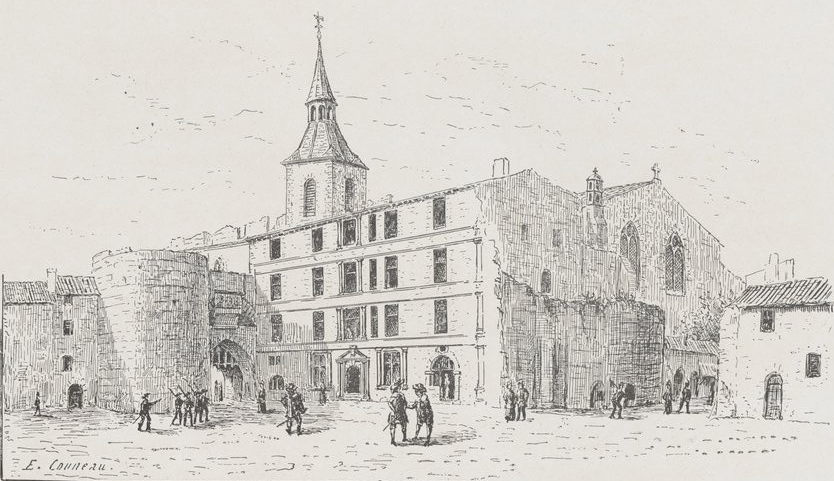
La première Porte de Cougnes à la fin du XVII, selon Émile Couneau dans La Rochelle disparue (p. 21).

Vers 1817, le presbytère est construit. Il se situe sur la gauche du parvis de l'église.

## Description
L'église actuelle conserve quelques rares traces de l'église primitive, notamment une partie du mur sud, avec les amorces d'un pinacle et les ébrasements des baies, bien différents de ceux du mur opposé. Tout, dans sa configuration, montre une reconstruction « à l'économie », mais aussi des projets avortés : les voûtes prévues, notamment, ne furent jamais lancées, et on se contenta d'un plafond en plâtre tout simple. De même pour le clocher, prévu en façade, qui ne fut jamais édifié. On jugea plus pratique d'établir un campanile sur la porte fortifiée voisine. Pourvu d'une haute flèche, il constitue cependant un repère de premier plan dans le quartier.
L'intérieur conserve des fresques du XIXe siècle, réalisées par le peintre Mongis, ainsi que deux tableaux datant de la même époque : une « Descente de croix » et une « Adoration des mages ».

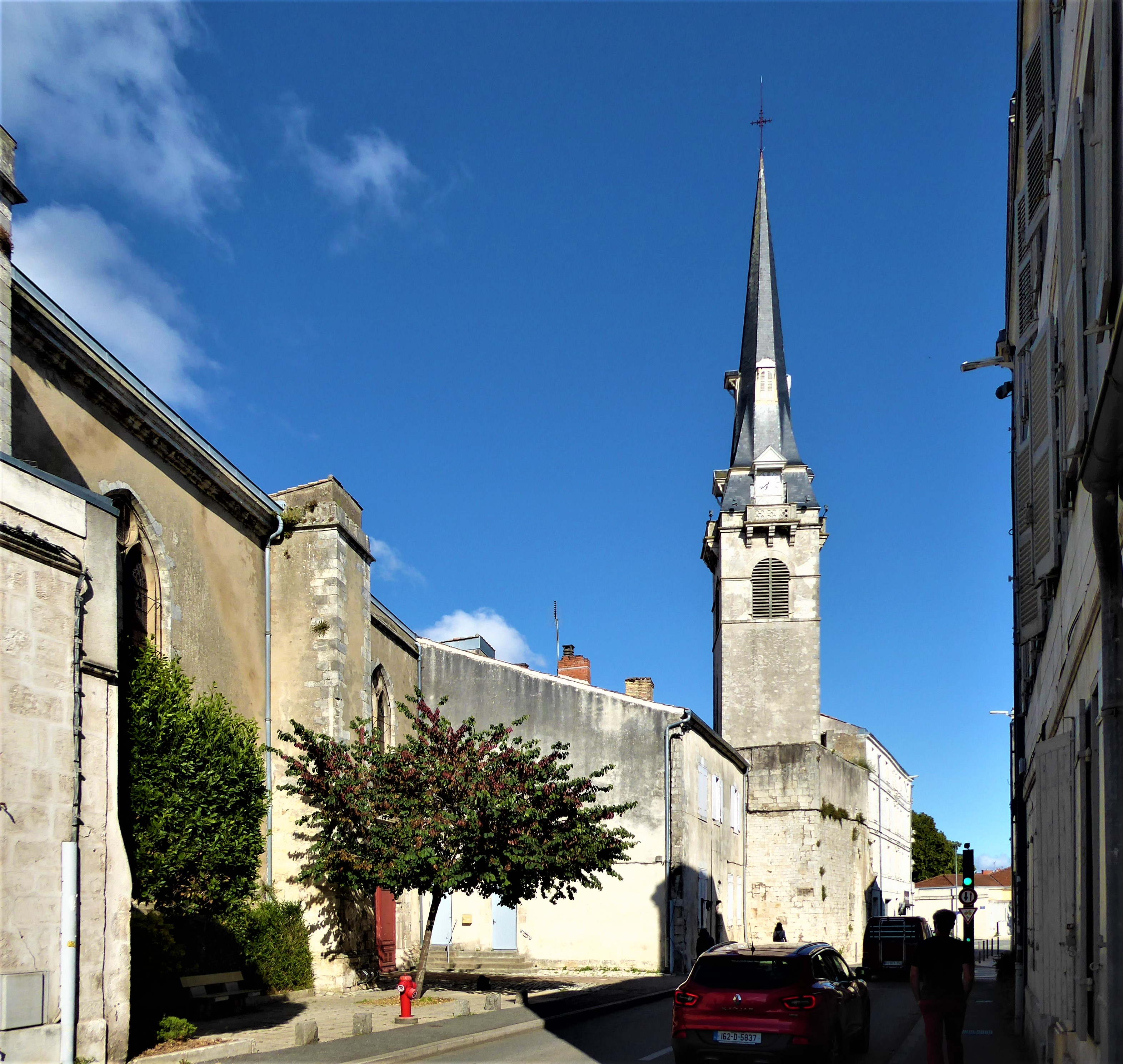
Côté sud de l'église.
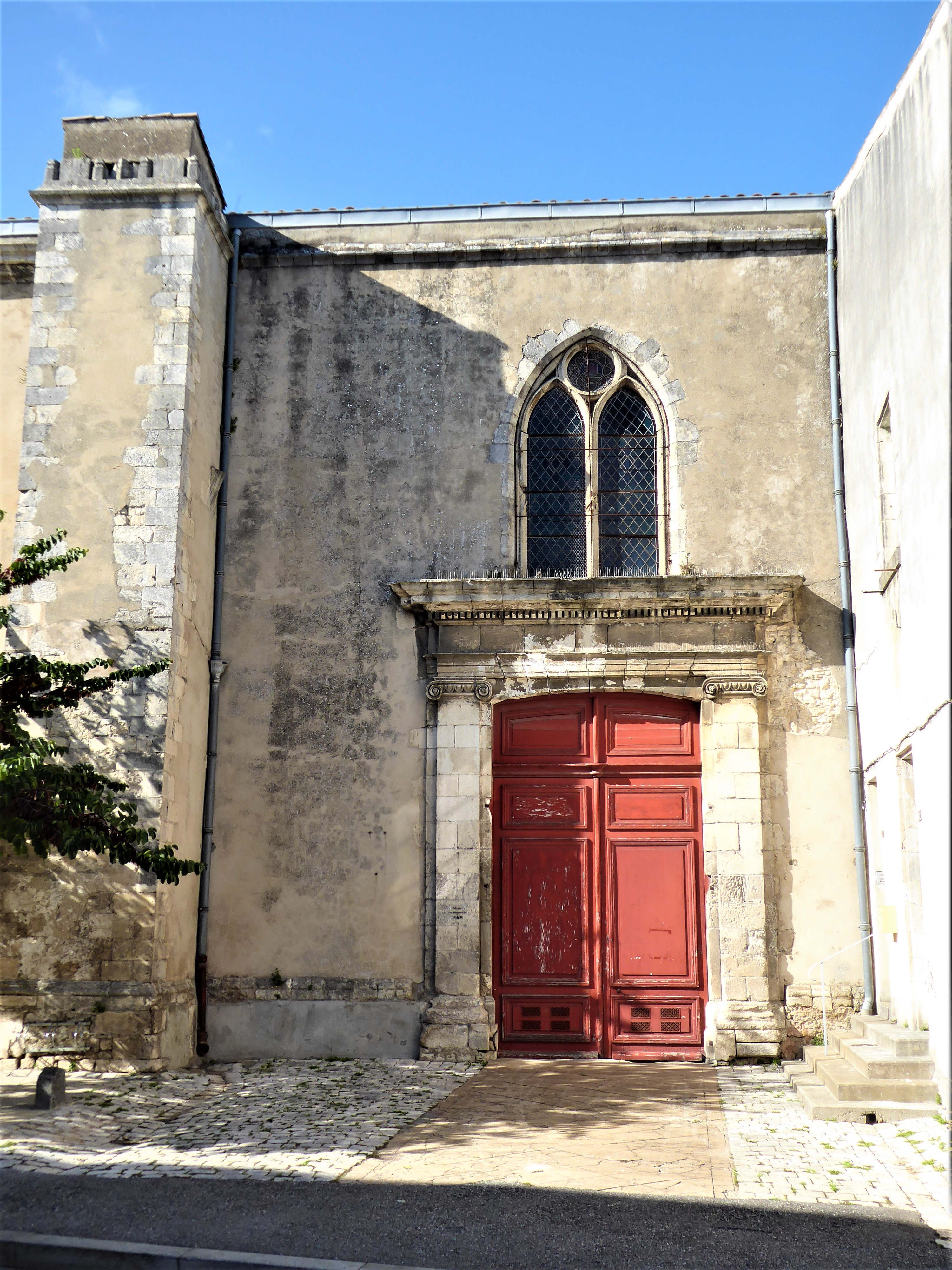
Entrée latérale de l'église.
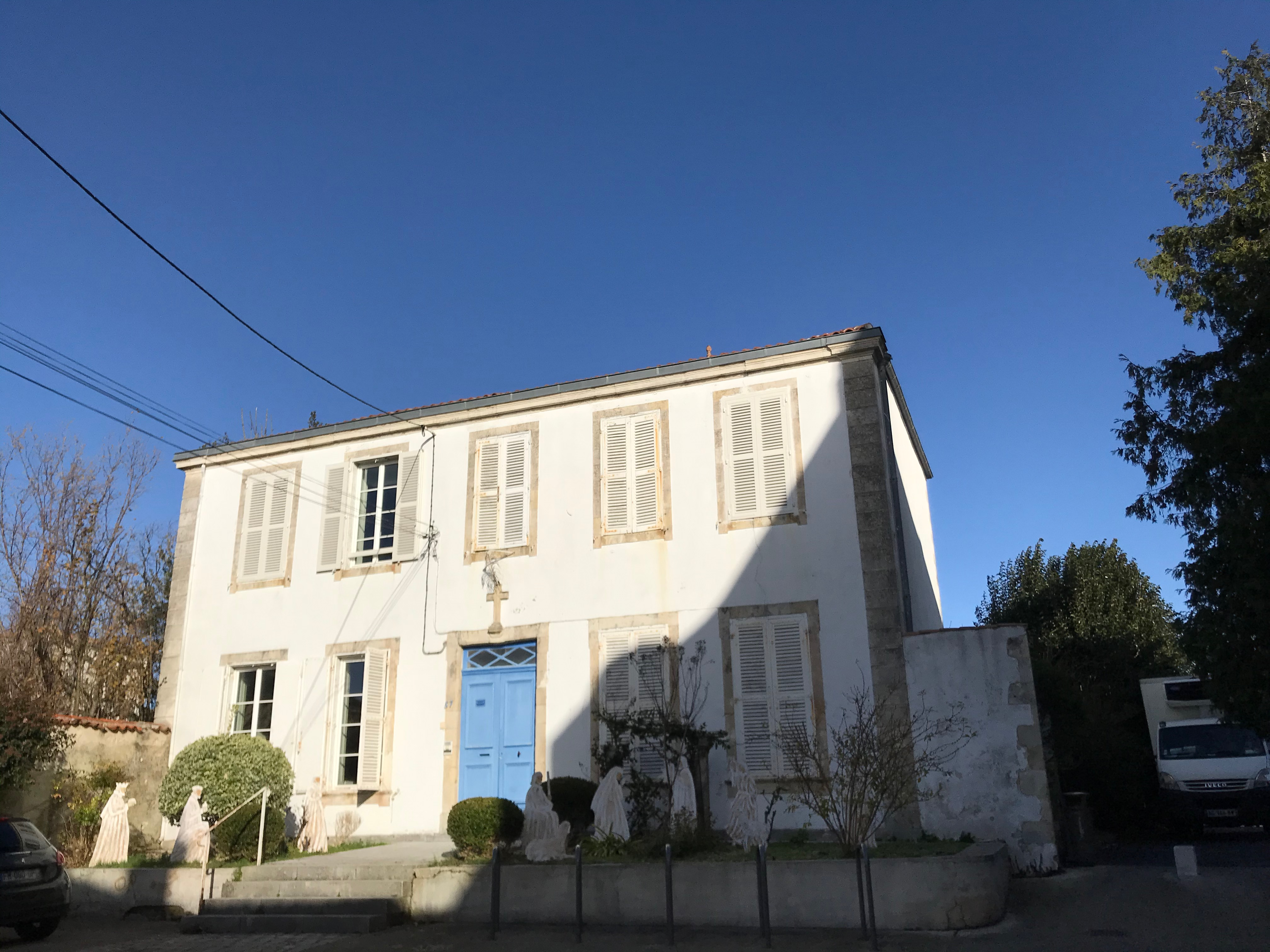
Presbytère Notre-Dame.
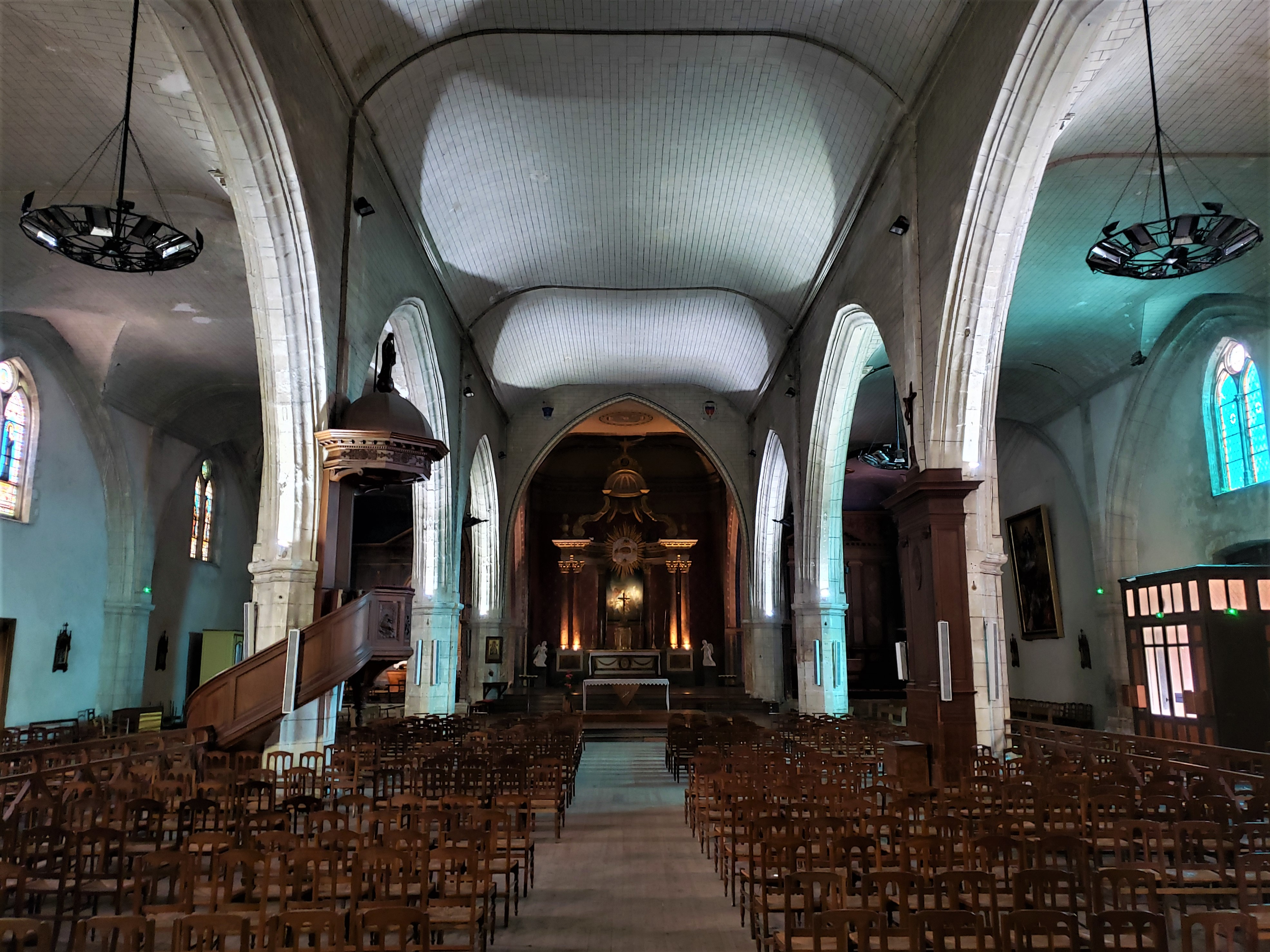
La nef.

## Orgue
Le grand orgue de l'église est un orgue de seize pieds romantique à 26 jeux construit en 1850 par Trouillet, facteur à Bordeaux. Il est entièrement reconstruit en 1965-1966 par Robert et Jean-Loup Boisseau, facteurs à Poitiers, qui en font un grand huit-pieds néo-baroque. L'orgue actuel comprend 35 jeux répartis sur trois claviers et un pédalier. La transmission est entièrement mécanique et il comporte 2 351 tuyaux. L'orgue de l’église Notre-Dame permet de jouer le répertoire du XXe siècle et d’une partie du XVIIIe siècle. L'église accueille régulièrement des concerts et récital d'orgue.
Le buffet se compose de 2 corps :
- Un positif à 3 tourelles de 5 tuyaux, avec des tourelles latérales de 6 pieds et 2 plates-faces de 7 tuyaux.
- Un grand corps composé de 5 tourelles à 5 tuyaux et 4 plates-faces à 7 tuyaux et une tourelle centrale de 12 pieds.

Les façades sont en chêne, les flancs et fonds en sapin teinté.
La partie instrumentale se compose de console à 3 claviers de 54 notes chacun, clavier de pédale de 30 notes.
| I. Positif                                                                                                   | II. Grand-Orgue | III. Récit                                                                                      | Pédale                                                        |
| --- | --- | ----------------------------------------------------------------------------------------------- | ------------------------------------------------------------- |
| Bourdon 8 Montre 8 Prestant 4 Doublette 2 Nazard 2 2/3 Tierce 1 3/5 Larigot 1 1/3 Plein-jeu 5 rgs Cromorne 8 | Bourdon 16 Bourdon 8 Montre 8 Prestant 4 Doublette 2 Grosse tierce 3 1/5 Tierce et Nasard Fourniture 3 rgs Cymbale 4 rgs Trompette 8 Clairon 4 Trompette impériale 8 | Flûte conique 8 Unda Maris 8 Flûte 4 Quarte 2 Sesquialtera 2 rgs Sifflet 1 Musette 8 Hautbois 8 | Soubasse 16 Flûte 8 Flûte 4 Bombarde 16 Trompette 8 Clairon 4 |

L'église comporte également un orgue de chœur, installé en 1933.

## Retable de l’ancienne chapelle de la congrégation des Jésuites

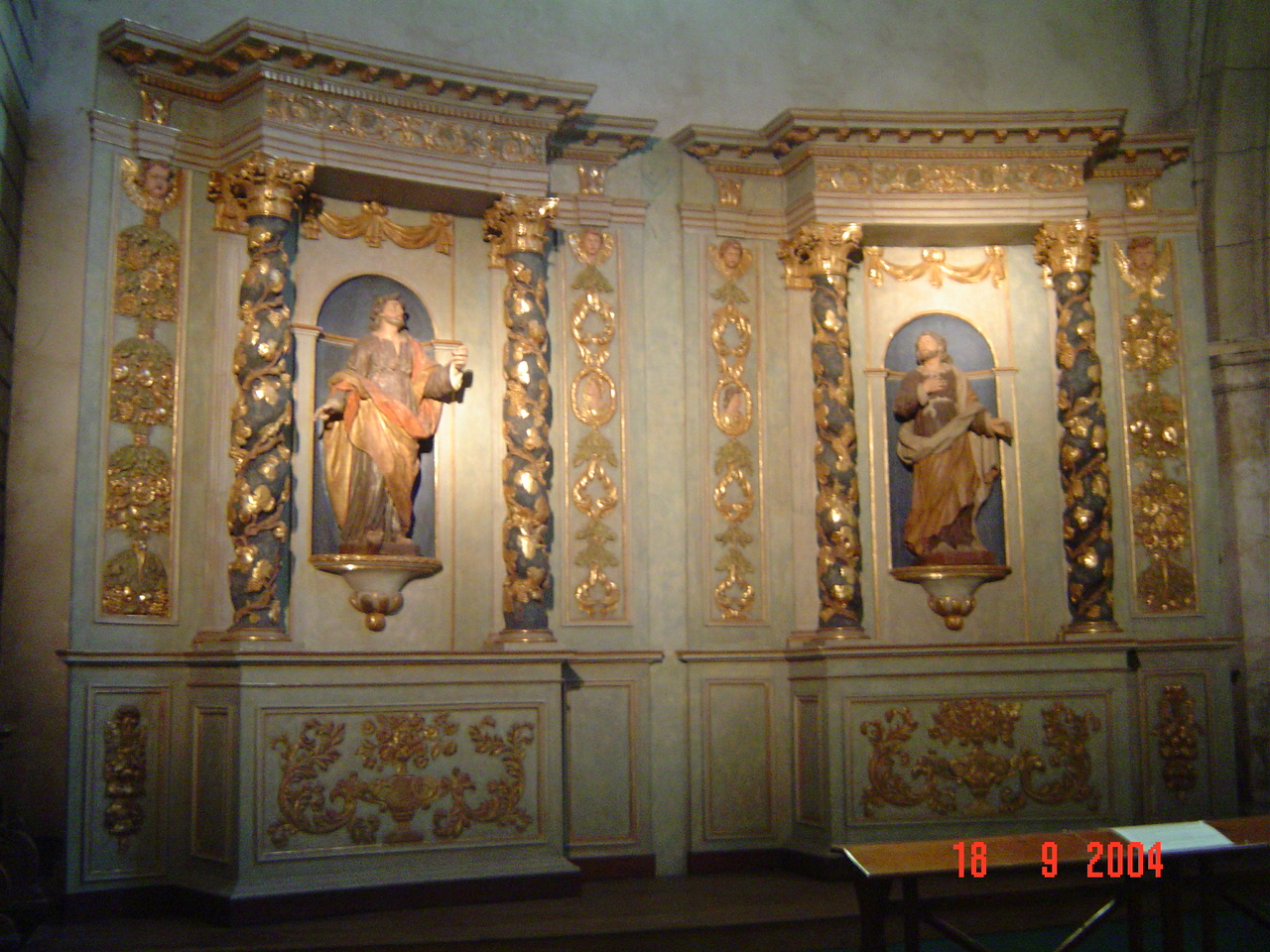
Retable l'ancienne chapelle des jésuites.

Ce retable en bois faisait partie de la chapelle de l'ancien collège des jésuites de La Rochelle, dont il ne subsiste plus aujourd’hui que la chapelle Fromentin. Le retable est commandé en 1692, au sculpteur Charles Lamothe, de Montreuil-Bellay. Après une restauration, les pièces (seules les deux ailes latérales sont conservées) sont remontées dans l'église Notre-Dame, au fond du collatéral nord. Ce retable est classé au titre d'objet,.

## Cloches

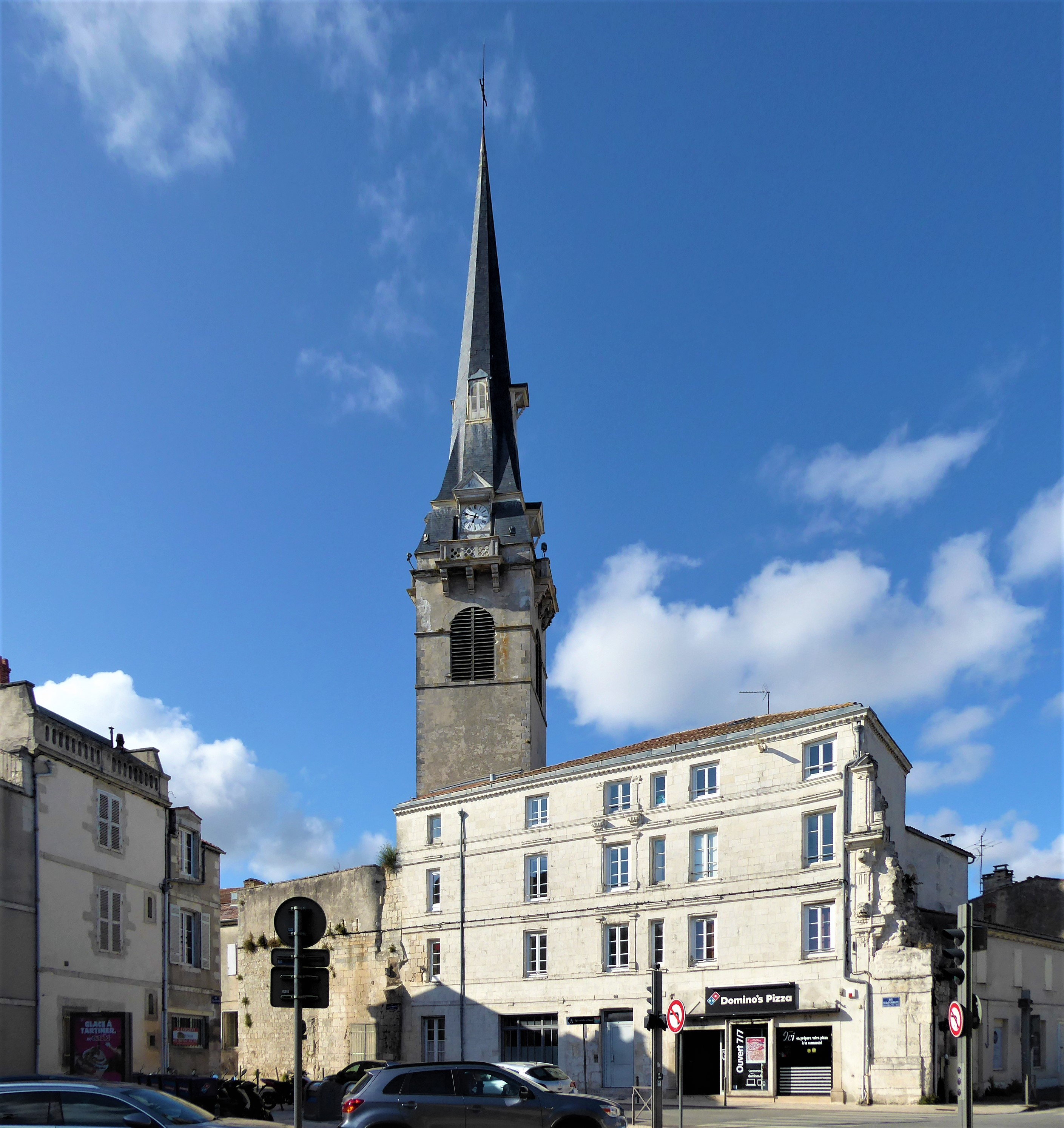
Le clocher vu de la place des Cordeliers.

Le beffroi a subi une restauration en 2007 et ses cloches ont été remises en fonctionnement.
Le clocher abrite trois cloches :
- Marie : ré 3 - 1,153 kilos, fondue en 1897 par Georges Bollée fondeur à Saint-Jean-de-Braye (Orléans)
- Immaculée Conception : mi 3 - 1,050 kilos, fondue en 1958 par Paccard fondeur à Annecy
- Marie-Louise : fa # 3 - 560 kilos, fondue en 1846 par Nicolas Peigney fondeur à Mortagne (Vendée)

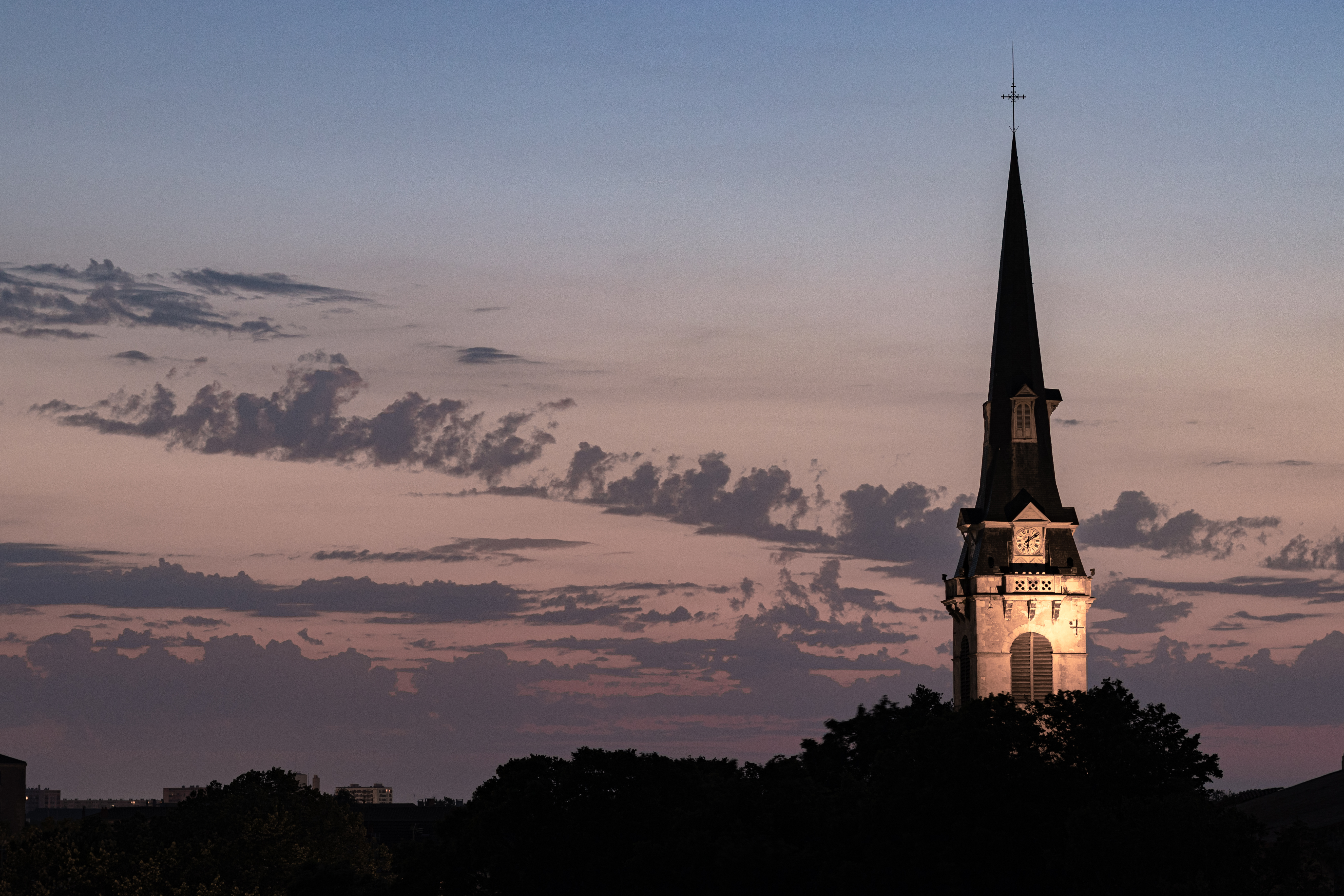
Le clocher au crépuscule.

## Cimetière
Le cimetière de Notre-Dame se situait derrière l’église à l'emplacement de l'actuel parking Notre-Dame. Comme dans tous les cimetières intra-muros de la ville, un scellé fut apposé sur ses portes, en 1794. Tous furent désacralisés au profit du nouveau cimetière général de la commune (cimetière municipal de Saint-Éloi).
Le projet de parking souterrain, prévu dans les années à venir, permettra peut-être des découvertes intéressantes,.